# Sainte-Foi
Sainte-Foi (okzitanisch Santa Fe) ist eine französische Gemeinde mit 30 Einwohnern (Stand 1. Januar 2022) im Département Ariège in der Region Okzitanien; sie gehört zum Arrondissement Pamiers und zum Kanton Mirepoix.

## Bevölkerungsentwicklung
- 1962: 9
- 1968: 15
- 1975: 19
- 1982: 19
- 1990: 20
- 1999: 22
- 2016: 25